# Clitico
In linguistica, un clitico è un elemento che ha nel contempo alcune proprietà di una parola indipendente e altre tipiche di un affisso. Molti clitici possono essere spiegati come elementi subordinati a un processo storico di grammaticalizzazione:
lessema → clitico → affisso
Secondo questo modello, un lessema autonomo in un particolare contesto perde le proprietà di una parola indipendente nel corso del tempo e acquista le proprietà morfologiche di un affisso. In uno stadio intermedio di questo processo di evoluzione, l'elemento in questione può essere descritto come un "clitico". Come risultato di ciò, questa particella arriva a essere applicata a una classe di elementi molto eterogenea, presentando combinazioni diverse di proprietà tipiche di una parola e proprietà tipiche di un affisso.
Una caratteristica comune a molti clitici è l'assenza di un'indipendenza prosodica, per cui il clitico si aggancia a una parola adiacente, che viene definita parola ospite. Le convenzioni ortografiche formano i clitici in modi diversi: alcuni sono scritti come parole differenti, altri sono scritti come un'unica parola assieme alla parola ospite, altri sono attaccati alla parola ospite tramite un segno di interpunzione come una lineetta o un apostrofo.

## Classificazione dei clitici
Negli esempi che seguono le parole ospiti saranno segnate in corsivo, i clitici in grassetto.
Un clitico che segue la parola ospite viene definito un enclitico:
- in latino: Senatus Populusque Romanus ("Senato Popoloe Romano = "il senato e il popolo romano"),
- nelle lingue romanze: "parlami" (imperativo, seconda persona singolare) = parla a me.

Un clitico che precede la parola ospite è chiamato proclitico:
- in italiano: strapieno ("pieno fino al limite massimo")[senza fonte], gli articoli (un albero, la casa, che vengono scritti divisi, ma foneticamente e metricamente fanno parte del sostantivo).

Esiste anche il mesoclitico, che appare all'interno di un unico tema della parola ospite o addirittura di un altro affisso:
- in portoghese: Ela levá-lo-ia. ("Lei porta-ciò-COND" = "Lei lo porterebbe").

Infine, l'endoclitico divide la radice stessa della parola ospite e si inserisce tra due sillabe della stessa. Gli endoclitici si oppongono all'ipotesi dell'integrità lessicale e quindi sono stati a lungo giudicati impossibili, ma alcuni esempi tratti dalla lingua udi suggeriscono che tali clitici sono possibili.
Gli endoclitici sono stati trovati anche nella lingua pashtu.

## Proprietà dei clitici
Nonostante il termine "clitico" possa essere usato per riferirsi a qualsiasi elemento le cui condizioni grammaticali sono poste tra una parola e un affisso, i linguisti hanno proposto altre definizioni di "clitico" come termine tecnico. Uno degli approcci più comuni è quello di trattare i clitici come parole con una deficienza prosodica: essi non possono apparire senza una parola ospite e possono soltanto far parte della metrica della parola ospite. Il termine "clitico postlessicale" è usato per questo specifico senso del termine.
Oltre a queste definizioni di base, sarebbero necessari altri criteri per stabilire una netta linea di separazione fra un clitico postlessicale e un affisso morfologico, poiché entrambi sono caratterizzati da una mancanza di autonomia prosodica. Non ci sono però dei confini netti e chiari tra una categoria e l'altra (poiché da un punto di vista storico, una certa forma può spostarsi morfologicamente da una categoria all'altra).
Tuttavia, mediante l'identificazione di gruppi di proprietà osservabili che sono associate a esempi di clitici (da una parte) e a esempi di affissi (dall'altra), si può selezionare una serie di testi ed esempi che provvedono empiricamente alla formazione della distinzione tra clitico e affisso.
Un affisso si attacca sintatticamente e foneticamente a un morfema basilare di una certa parte del discorso, come un verbo o un sostantivo, per formare una nuova parola. Un clitico funziona sintatticamente sopra il livello delle semplici parole, ma piuttosto nel livello dei sintagmi o delle proposizioni e si attacca soltanto foneticamente alla parola ospite, a qualsiasi parte del discorso essa appartenga.
Tali criteri dimostrano talvolta che gli elementi che sono stati tradizionalmente chiamati "clitici" effettivamente hanno lo status di affisso (per esempio i pronomi romanzi clitici).
I clitici non sempre appaiono vicini alla parola o al sintagma a cui sono associati grammaticalmente. Possono essere soggetti a delle costrizioni dell'ordine complessivo delle parole che agiscono sull'intera frase. Molte lingue, per esempio, obbediscono alla "Legge di Wackernagel", che obbliga i clitici ad apparire in "seconda posizione", dopo la prima frase sintattica o la prima parola accentata in una frase:
- in ceco: Kde se to stalo? ("Dove RIFL che succedere-pass = "Dove è successo?").

Molti clitici appaiono nella stessa posizione (ovvero condividono lo stesso ospite) formando un "gruppo clitico". L'ordine relativo dei clitici in un gruppo è di solito strettamente prefissato:
- in ceco: Nechtěli jsme vám ho dát ("NON-aver voluto 1PL a-te ciò dare" = "Non abbiamo voluto dartelo"),
- in polacco: Ty widziałbyś go jutro ("tu vedere-COND-2sg lui domani" = "Lo vedresti domani").

## Clitici nelle lingue romanze
Nelle lingue romanze, gli articoli e i pronomi personali oggetto (diretto o indiretto) sono clitici. Per esempio, in italiano:
- la casa /la'kaza/ forma nucleo sillabico ma metricamente appartiene alla parola casa,
- l'acqua (la acqua), /'lakkwa/ non forma nucleo sillabico, e la metrica originaria di acqua rimane tale,
- dammelo (da me lo, da' ciò a me) /'dammelo/ è una successione di clitici in un ordine prefissato. L'accento rimane sulla radice e la parola diventa sdrucciola.

Secondo i più, i pronomi clitici nella maggior parte delle lingue romanze si sono già evoluti in affissi.
Ci sono ancora dibattiti sul fatto che questi cambiamenti da un clitico a un affisso si siano già verificati nei pronomi soggetto francesi o meno. I pronomi soggetto, in particolar modo, sono ancora considerati clitici poiché obbligano a una lettura contestualizzata.
Alcuni dialetti del portoghese permettono ai pronomi oggetto di emergere in qualità di mesoclitici:
- Ela levá-lo-ia ("Lei prendere-ciò-COND" — "Lei lo prenderebbe"),
- Eles dar-no-lo-ão ("Loro dare-a noi-ciò-FUT" — "Ce lo daranno").

## Clitici in inglese
Gli enclitici inglesi sono:
- le forme abbreviate del verbo to be ('essere')
  - I'm (da I am, 'io sono')
  - you're (da you are, 'tu sei')
  - he's o she's (da he is, 'lui è', o she is, 'lei è')
- le forme abbreviate dei verbi ausiliari
  - they'll (da they will, 'loro saranno')
  - they've (da they have, 'loro hanno')
- per esprimere possesso, con il genitivo sassone:
  - the girl's cat (il gatto della ragazza)

I proclitici sono di solito gli articoli:
- a in a desk (un tavolo),
- an in an egg (un uovo),
- the in the house (la casa).

È stato dimostrato che la contrazione "n't" come in couldn't ha le proprietà di un affisso piuttosto che di un clitico sintatticamente indipendente.
In inglese, i clitici devono essere atoni, ma not come parola piena non può essere atono:
- I have not done it yet (non l'ho ancora fatto),
- I've not done it yet,
- I haven't done it yet,
- I'ven't done it yet (frase dialettale, non-standard).

L'accentuazione evita talvolta la cliticizzazione:
- I don't know who she is  (*I don't know who she's = "non so chi sia"),
- Have you done it? — Yes, I have  (*Yes, I've = certo che l'ho fatto),
- He's not a fool. — He is a fool!  (*He's a fool! = certo che è pazzo / lo è eccome).

## Altri esempi
Nelle lingue indoeuropee, alcuni clitici possono derivare dal proto-indoeuropeo: per esempio, *-kwe è la forma originale del sanscrito च, del greco τε e del latino -que.
- latino: que ('e'), ve ('oppure'), ne (domande polari);
- greco: τε ('e'), δέ ('ma'), γάρ ('per', in un argomento logico), οὖν ('perciò');
- russo: ли (domande polari), же (enfasi), не ('non' proclitico), бы (congiuntivo);
- olandese: 't (articolo definito neutro e pronome di terza persona singolare neutro), 'k (pronome di prima persona singolare, je (pronome di seconda persona singolare), ie (terza persona singolare maschile), ze (terza persona plurale);
- Plautdietsch: Deit'a't vondoag? ('lo farà oggi?');
- ceco: appaiono clitici speciali, come certi pronomi personali e riflessivi atoni (mu, 'lui'/'lo'), alcuni verbi ausiliari (by, condizionale) e altre particelle e avverbi (tu, 'qui'; ale, 'sebbene'); ad esempio, Nepodařilo by se mi mu to dát ('non riuscirei a darglielo'); ci sono poi clitici semplici, tra cui alcune preposizioni;
- norvegese: gli articoli definiti sono innestati alla fine del sostantivo (enclitici), come in molte altre lingue scandinave; ad esempio, en gutt ('un ragazzo'), gutten ('il ragazzo'), guttene ('i ragazzi'); ei jente ('una ragazza'), jenta ('la ragazza'); et barn ('un bambino'), barnet ('il bambino').

Ecco alcuni esempi in lingue non indoeuropee:
- giapponese: tutte le particelle, come la posposizione per il genitivo の (no) e il marcatore は (wa).
- coreano: la copula 이다 (ida) e l'aggettivale 하다 (hada), così come pure le particelle nominale e verbale (per esempio 는, neun).[9]

Tuttavia, un'analisi alternativa suggerisce che le particelle nominali non funzionino come i clitici, ma come affissi fraseologici.